# Bányai Elemér
Bányai Elemér (írói álneve: Zuboly) (Szamosújvár, 1875. augusztus 21. – Oblazce, Uzsoki-hágó környéke, 1915. április 2.) örmény származású magyar újságíró, író.

## Élete
1896–1900 között a kolozsvári egyetem magyar-francia szakos hallgatója volt. 1905-ig Kolozsvárott az Ujság, a Magyar Polgár és a Kolozsvári Lapok szerkesztője volt. 1904-ben Budapestre költözött, a Magyar Nemzeti Múzeum könyvtárában, 1910-től pedig a Magyar Nemzetnél dolgozott. A Martinovics szabadkőműves páholyba 1910-ben vették fel. 1914-től a Magyarország belső munkatársa volt. A Vasárnapi Ujságba, a Pesti Naplóba, a Magyar Nemzetbe írt cikkeket. Jelentős irodalmi műve az Örmény anekdoták gyűjteménye.
Az első világháborúban önkéntesként bevonult, és az orosz fronton esett el. Sírja a Fiumei úti sírkertben található.

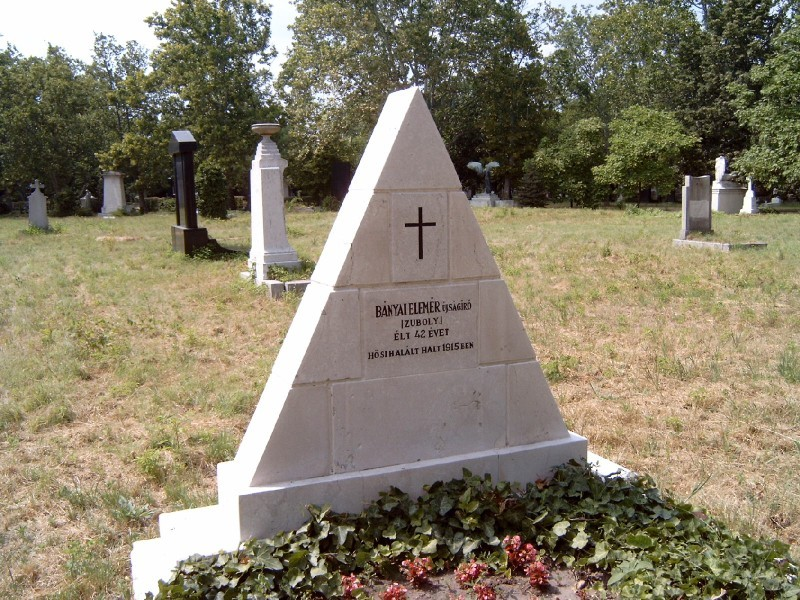
Bányai Elemér sírja a Fiumei úti sírkertben (20-1-40)

## Családja
Apai örmény családneve eredetileg Bajáczhi.  Anyai ágon az erdélyi nemesi örmény Hollósy család leszármazottja, édesanyja Hollósy (eredetileg: Korbuly) Terézia. Örmény katolikus család sarja, édesapja ifj. Bányai Tivadar városi alkapitány, édesanyja Balla Katalin tanítónő volt. Négy lánytestvére volt, akik közül csupán kettő érte meg a felnőttkort: Gratiana és Blanka. 1904-ben elvette Czech Júlia Lottit (1884–1907).

## Munkássága
Történelemfilozófiai pesszimizmusa ellenére a polgári radikalizmus jeles szószólója volt. Ady Endre talán legigazibb barátja volt. Ady Endre neki írta a Négy-öt magyar összehajol, halálhírére pedig a Szegény Zuboly emlékére és a Zuboly emléktáblájára című verseit.

## Művei
- Lisznyay Kálmán élete (1900)
- Örmény anekdoták I–III. (1902)
- A Pesti Hírlap harminc éve (1908)
- A Századok név- és tárgymutatója (1908)
- A Pesti Napló 1848–1908 (1908)
- Zuboly könyve (válogatott munkái, 1916)